# جولیا مایر
 جولیا مایر (ایتالیایی: Julia Mayr؛ زاده ۱۲ اوت ۱۹۹۱) یک تنیس‌باز اهل ایتالیا است. 